# Championnats de France de patinage artistique 2014
Navigation
Championnats de France 2013 Championnats de France 2015
Les championnats de France de patinage artistique 2014 ont eu lieu du 12 au 15 décembre 2013 à Vaujany en région Rhône-Alpes.
Les championnats accueillent le patinage artistique, la danse sur glace et le patinage synchronisé. Les championnats de France de ballet sur glace et de patinage de vitesse sur piste courte sont aussi organisés en même temps.

## Faits marquants
- Douzièmes et derniers championnats de France pour le champion du monde Brian Joubert.

- Pour la première fois depuis les championnats de 1999, il n'y a qu'un seul couple artistique en compétition, ce qui laisse un podium sans médaille d'argent et sans médaille de bronze.

## Podiums
| Épreuves                                 | Or                                 | Argent                                  | Bronze                               |
| Messieurs résultats détaillés            | Florent Amodio                     | Brian Joubert                           | Chafik Besseghier                    |
| Dames résultats détaillés                | Maé-Bérénice Meité                 | Laurine Lecavelier                      | Anaïs Ventard                        |
| Couples résultats détaillés              | Vanessa James / Morgan Ciprès      | -                                       | -                                    |
| Danse sur glace résultats détaillés      | Nathalie Péchalat / Fabian Bourzat | Gabriella Papadakis / Guillaume Cizeron | Anastasia Voronkova / Jérémie Flemin |
| Patinage synchronisé résultats détaillés | Les Zoulous                        | Les Ex'L Ice                            | Les Atlantides                       |

## Détails des compétitions

### Messieurs
| Rang    | Nom                 | Points | Programme court | Programme court | Programme libre | Programme libre |
| ------- | ------------------- | ------ | --------------- | --------------- | --------------- | --------------- |
| 1       | Florent Amodio      | 227.86 | 1               | 78.89           | 2               | 148.97          |
| 2       | Brian Joubert       | 226.45 | 2               | 70.48           | 1               | 155.97          |
| 3       | Chafik Besseghier   | 205.25 | 3               | 64.09           | 3               | 141.16          |
| 4       | Simon Hocquaux      | 179.42 | 4               | 61.01           | 4               | 118.41          |
| 5       | Kevin Aymoz         | 155.51 | 5               | 55.61           | 6               | 99.90           |
| 6       | Adrien Tesson       | 151.80 | 6               | 52.86           | 7               | 98.94           |
| 7       | Noël-Antoine Pierre | 151.32 | 7               | 50.67           | 5               | 100.65          |
| Forfait | Gaylord Lavoisier   |        |                 |                 |                 |                 |
| Forfait | Romain Ponsart      |        |                 |                 |                 |                 |

### Dames
| Rang    | Nom                     | Points | Programme court | Programme court | Programme libre | Programme libre |
| ------- | ----------------------- | ------ | --------------- | --------------- | --------------- | --------------- |
| 1       | Maé-Bérénice Meité      | 161.23 | 1               | 61.69           | 1               | 99.54           |
| 2       | Laurine Lecavelier      | 146.88 | 4               | 50.75           | 2               | 96.13           |
| 3       | Anaïs Ventard           | 146.81 | 3               | 52.03           | 3               | 94.78           |
| 4       | Lénaëlle Gilleron-Gorry | 138.61 | 2               | 52.86           | 4               | 85.75           |
| 5       | Léna Marrocco           | 133.08 | 5               | 50.33           | 5               | 82.75           |
| 6       | Laurianne Cirilli       | 116.03 | 7               | 39.97           | 6               | 76.06           |
| 7       | Nadjma Mahamoud         | 107.86 | 6               | 43.51           | 9               | 64.35           |
| 8       | Gabrielle Scalzo        | 107.18 | 9               | 35.05           | 7               | 72.13           |
| 9       | Léa Serna               | 102.00 | 8               | 35.51           | 8               | 66.49           |
| Forfait | Candice Didier          |        |                 |                 |                 |                 |
| Forfait | Yrétha Silété           |        |                 |                 |                 |                 |

### Couples
| Rang    | Nom                           | Points | Programme court | Programme court | Programme libre | Programme libre |
| ------- | ----------------------------- | ------ | --------------- | --------------- | --------------- | --------------- |
| 1       | Vanessa James / Morgan Ciprès | 177.18 | 1               | 62.14           | 1               | 115.04          |
| Forfait | Daria Popova / Bruno Massot   |        |                 |                 |                 |                 |

### Danse sur glace
| Rang    | Nom                                          | Points | Danse courte | Danse courte | Danse libre | Danse libre |
| ------- | -------------------------------------------- | ------ | ------------ | ------------ | ----------- | ----------- |
| 1       | Nathalie Péchalat / Fabian Bourzat           | 176.78 | 1            | 70.35        | 1           | 106.43      |
| 2       | Gabriella Papadakis / Guillaume Cizeron      | 154.24 | 2            | 61.79        | 2           | 92.45       |
| 3       | Anastasia Voronkova / Jérémie Flemin         | 83.01  | 3            | 30.62        | 3           | 52.39       |
| Forfait | Pernelle Carron / Lloyd Jones                |        |              |              |             |             |
| Forfait | Sarah Robert-Sifaoui / Olexsander Liubchenko |        |              |              |             |             |
| Forfait | Valentina Rudchenko / Benjamin Allain        |        |              |              |             |             |

### Patinage synchronisé
| Rang | Nom            | Points | Programme court | Programme court | Programme libre | Programme libre |
| ---- | -------------- | ------ | --------------- | --------------- | --------------- | --------------- |
| 1    | Les Zoulous    | 130.41 | 1               | 43.60           | 1               | 86.81           |
| 2    | Les Ex'L ice   | 119.86 | 2               | 39.62           | 2               | 80.24           |
| 3    | Les Atlantides | 93.53  | 4               | 28.43           | 3               | 65.10           |
| 4    | Les Mosaiks    | 85.21  | 3               | 28.67           | 4               | 56.54           |

## Sources
- Résultats des championnats de France 2014 sur le site csndg.org
- Patinage Magazine N°138 (Février/Mars 2014)